# Rubén Marino Navarro
Rubén Marino Navarro (11 marca 1933 – 14 lipca 2003) – piłkarz argentyński noszący przydomek Hacha Irava. Zaczynał jako napastnik, ale zawodowo grał jako środkowy obrońca. Wzrost 178 cm, waga 78 kg.
Urodzony w La Banda Navarro początkowo grał w klubie Boca Juniors na pozycji napastnika. W 1952 roku został piłkarzem klubu CA Independiente, jednak zawodową karierę piłkarską rozpoczął dopiero w 1954 roku.
Wziął udział w turnieju Copa del Atlántico 1960, gdzie Argentyna zajęła drugie miejsce. Navarro zagrał we wszystkich trzech meczach – z Paragwajem, Brazylią i Urugwajem.
W 1960 roku razem z klubem Independiente zdobył tytuł mistrza Argentyny. W tym samym roku wziął udział w eliminacjach do finałów mistrzostw świata w 1962 roku, grając w dwóch meczach z Ekwadorem.
Zdobyte mistrzostwo Argentyny sprawiło, że Navarro zadebiutował w Pucharze Wyzwolicieli, gdzie jednak w turnieju Copa Libertadores 1961 jego klub zakończył udział już na pierwszym rywalu, którym był brazylijski klub SE Palmeiras.
Jako gracz Independiente w 1962 roku wziął udział chilijskich finałach mistrzostw świata, gdzie Argentyna odpadła w fazie grupowej. Navarro zagrał w dwóch meczach – z Anglią i Bułgarią. W obu spotkaniach pełnił rolę kapitana drużyny.
Rok później wziął udział w turnieju Copa América 1963, gdzie Argentyna zajęła trzecie miejsce. Navarro zagrał we wszystkich sześciu meczach – z Kolumbią, Peru, Ekwadorem, Brazylią, Boliwią i Paragwajem.
Navarro wziął udział w wygranym przez Argentynę turnieju Copa Chevallier Boutell 1963.
W 1963 roku razem z klubem Independiente zdobył drugi w swej karierze tytuł mistrza Argentyny.
Razem z klubem Independiente dwa razy z rzędu zwyciężył w najważniejszym klubowym turnieju Ameryki Południowej – w Copa Libertadores 1964 i Copa Libertadores 1965. W turnieju Copa Libertadores 1966 jego klub odpadł już w fazie grupowej.
W klubie Independiente Navarro, grając do 1966 roku, rozegrał łącznie 209 meczów. Pod koniec kariery wyjechał do USA, gdzie w 1967 roku występował w klubie Spartans Philadelphia, a w 1968 roku w klubie Cleveland Stokers.
W reprezentacji Argentyny w latach 1960-1963 Navarro rozegrał 32 mecze.
Słynął z niezwykle twardej gry.